# Ujun al-Wadi
Ujun al-Wadi (arab. عيون الوادي) – wieś w Syrii, w muhafazie Hims. W 2004 roku liczyła 772 mieszkańców.